# فرانسوا ژوفرت
 فرانسوا ژوفرت (انگلیسی: François Jauffret؛ زادهٔ ۹ فوریهٔ ۱۹۴۲) یک تنیس‌باز اهل فرانسه است.